# Marilyn Agliotti
Marilyn Agliotti (née le 23 juin 1979 à Boksburg) est une joueuse de hockey sur gazon sud-africaine ayant acquis la nationalité néerlandaise en juillet 2006. Elle est sélectionnée en équipe d'Afrique du Sud de hockey sur gazon féminin, puis en équipe des Pays-Bas de hockey sur gazon féminin à 109 reprises. 
Elle est sacrée championne olympique en 2008 et en 2012. Elle est aussi vice-championne du monde en 2010, championne d'Europe en 2011 et vice-championne d'Europe en 2007.